# Herlincourt
Herlincourt é uma comuna francesa na região administrativa de Altos da França, no departamento de Pas-de-Calais. Estende-se por uma área de 2,95 km². Em 2010 a comuna tinha 106 habitantes (densidade: 35,9 hab./km²).